# داهان
داهان، داهه، دائه، داهاس یا دهستان (پارسی باستان: 𐎭𐏃𐎠; یونانی باستان: Δαοι; Δααι, Daai; Δαι, Dai; Δασαι, Dasai; لاتین: Dahae; چینی: 大益; پین‌یین: Dàyì) دسته‌هایی از  قوم آریایی سکایی بودند، که در حاشیهٔ جنوب‌شرقی دریای مازندران و استپ‌های آسیای میانه ساکن بودند.
آریان مورخ یونانی قرن اول میلادی در میان سپاه داریوش سوم هنگام جنگ با اسکندر، از سواران تیرانداز داهه نام می‌برد. استرابون جغرافی‌نگار یونانی، از سه شاخه داهه با نام‌های پرنی (Aparni) و خانتی‌ها (xanthii) و پیزوری (pissuri) یاد کرده‌است و آن‌ها را سکایی خوانده و نام داهه را یک نام کلی برای این قبایل دانسته‌است. استرابون قبیلهٔ پرنی را نزدیک‌ترین قبایل به ساتراپ هیرکانی و سکنهٔ شرق دریای خزر خوانده‌است؛ و قلمرو دو شاخه دیگر داهه (Xanthii, Pissuri) را تا نزدیکی سرزمین هرات باستان، گسترده دانسته‌است بنابر گزارش استرابون، ارشک یکم بنیان‌گذار شاهنشاهی اشکانی و از قبیله پرنی بوده‌است. شاهان اشکانی نیز تبارشان به پرنی‌ها می‌رسد. پرنی‌ها در پایان سده چهارم پ.م. از بقیه داهه‌ها جدا شده و به سوی غرب و ناحیه دریای خزر کوچ کردند.

## تبار

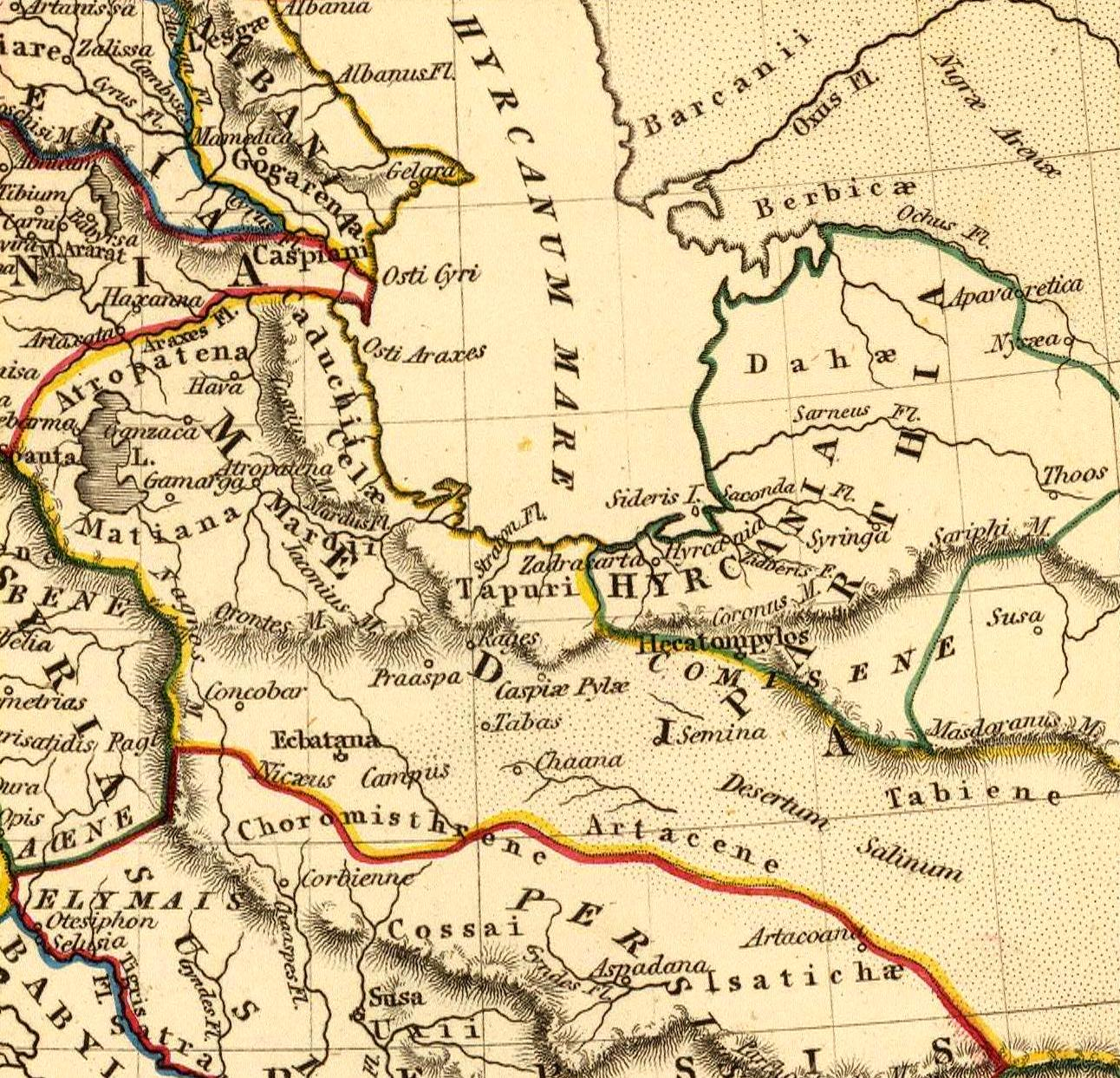
موقعیت قوم داهه در شرق دریای هیرکانیا

این قوم با نام‌های مختلفی در تاریخ نامیده شده‌اند. یونانی باستان: Δάοι, Δάαι, Δαι, Δάσαι Dáoi,Dáai, Dai, Dasai; به سانسکریت: Dasa; به چینی: 大益 Dayi از نمونه‌های این اسامی است. پس از اسلام این منطقه به دَهستان تغییر نام داد.
استرابو بروشنی قبایل داهه را با نام دقیق داهه (dahae) یاد کرده و از سه قبیله داهه با نام‌های پرنی (Aparni) و خانتی (xanthii) و پیزوری (pissuri) یاد کرده‌است و آنها را سکایی خوانده و نام داهه را یک نام کلی برای این قبایل دانسته و مکان جغرافیایی زندگی قبیله پرنی را نزدیک‌ترین به هیرکانی و دریای خزر خوانده‌است. هرودوت از قبیله ایی بنام دائویی (Dáoi) یاد کرده و آن را همراه با قبایل ماردیان‌ها، دروپیکان‌ها و ساگارتیان‌ها، جز قبایل چادرنشین پارسی معرفی می‌کند. این‌نام همچنین در «کتیبه خدایی» خشایارشای اول هخامنشی، دیده شده‌است. که باتوجه به تفاوت آشکار نام داهه (dahae) در گزارش استرابو و با نام دائویی (Dáoi) در گزارش هرودوت و همچنین دقت استرابو در توصیف کامل نام سه قبیله داهه و منطقه جغرافیایی زندگی قبیله پرنی داهه که بنابر گزارش استرابو، در نزدیکی دریای خزر و شمال هیرکانی (جایی در سواحل شرق خزر) بوده و همچنین استرابو یادآور شده‌است که ارشک یکم پادشاه سکایی‌تبار قبیله پرنی به همراه قبیله‌اش در ساحل رود اترک می‌زیسته‌است. این احتمال که داهه‌ها سکایی بوده باشند، بسیار درست‌تر هست.

## دائوییان در زمان اشکانیان
شاهان اشکانی در لحظات دشوار جنگ معمولاً از دسته‌های جنگی و بومی تیره داهان استفاده می‌کردند.